# براسایی
دیولا هالاس (مجاری: Gyula Halász) با نام مستعار براسایی یا براشایی (مجاری: Brassaï) عکاس مجاری-فرانسوی بود.

## زندگی
دیولا هالاس، در شهر براشو در ترانسیلوانی در مجارستان (اکنون براشوو، رومانی) زاده شد. در واقع، براسایی پس از تحصیل در رشتهٔ نقاشی در بوداپست و برلین، در ۲۴ سالگی به پاریس رفت و خیلی سریع با دیگر هنرمندان و نویسندگان مقیم این شهر دوستی برقرار کرد. از آنجا که بیم داشت تلفظ نام او به زبان فرانسه دشوار باشد، آن را به شهر زادگاهش براشو که نخستین نوشته‌هایش در آنجا انتشار یافته بود، تغییر داد.
میلر گفته بود که چشم او از زیبایی و فساد نمی‌گذرد و او را چشم پاریس نامیده بود.
پیکاسو نقاشی‌های براسایی را به معدن طلا تشبیه کرده بود.

## درگذشت
او در ۲۲ دسامبر ۱۹۸۴ درگذشت و مقبره وی در گورستان مون‌پارناس، پاریس است.

## آثار
- پاریس در شب
- دیوارنگاره‌ها
- پیکاسو و شرکا
- پیکره پیکاسو